# Líšťany (Ústí nad Labem)
Líšťany é uma comuna checa localizada na região de Ústí nad Labem, distrito de Louny.